# Alpha Flight
Alpha Flight (Escuadrón Alfa en México) es un equipo ficticio de superhéroes canadienses que aparecen en los cómics estadounidenses publicados por Marvel Comics. Aparecieron por primera vez en Uncanny X-Men #120 (abril de 1979), y fueron creados para servir como parte de la historia de Wolverine de los X-Men. Marvel publicó la serie de cómics Alpha Flight de 1983 a 1994. Es el primer equipo de superhéroes de Canadá, parecidos a Los Vengadores de Estados Unidos.

## Historial de publicaciones
Creado por el escritor Chris Claremont y el artista John Byrne, el equipo apareció por primera vez en Uncanny X-Men # 120 (abril de 1979).
La mayoría de los miembros del equipo tienen atributos claramente canadienses, como tener herencia inuit o de las Primeras Naciones. A lo largo de la mayor parte de su historia, el equipo ha trabajado para el Departamento H, una rama ficticia del Departamento de Defensa Nacional de Canadá que se ocupa de los villanos superpoderosos.
Originalmente, el equipo era parte de la historia de X-Men's Wolverine pero, en 1983, Marvel lanzó una serie homónima con el grupo, que continuó hasta 1994, con una duración de 130 números, además de publicaciones anuales y miniseries. Se han intentado tres avivamientos efímeros desde hace poco, una serie limitada de ocho temas en 2011-12, después de la resurrección del equipo en el cómic One Chaos War: Alpha Flight durante el evento de la Guerra del Caos.

## Orígenes
El Departamento H fue creado por el gobierno canadiense con el fin de crear un grupo de superhéroes canadiense al estilo de los Vengadores. Para ello, encargó a James MacDonald Hudson buscar o crear una serie de seres superpoderosos, entrenarlos y formar con ellos un grupo de superhéroes a sus órdenes.
Uno de los primeros reclutas de Hudson fue Wolverine, a quien encontró completamente salvaje y sin recuerdo alguno sobre sí mismo en los bosques de Canadá. Tras devolverle su humanidad, trató de convertirlo en el líder de su futuro grupo, pero este se negó, y terminó uniéndose a los X-Men.
Con el tiempo, Hudson estructuró su programa en tres equipos, a modo de niveles:
- Alpha Flight: Sus miembros tienen un perfecto control de sus poderes, así como una personalidad que les permite entrar en acción.
- Beta Flight: Sus miembros están cerca de poder entrar en Alpha Flight, pero aún tienen aspectos a mejorar. Muchos de sus miembros acabaron graduándose en Alpha.
- Gamma Flight: Sus miembros no pueden actuar en público, bien por no tener control alguno de sus poderes, bien por tener graves problemas psicológicos. De hecho, algunos de ellos acabaron convirtiéndose en supervillanos miembros de Omega Flight

## Primeros años

### Primer volumen y posterior
A pesar de que inicialmente no quería hacerse cargo de ella, Byrne guionizó y dibujó la serie durante sus primeros 28 números, antes de intercambiarla con los autores de Hulk. Durante ese tiempo, la serie se basó en historias protagonizadas fundamentalmente por uno o dos personajes cada vez, reuniendo rara vez a todo el grupo. Este inusual enfoque contrastaba con otras series de grupo de Marvel, como los X-Men, Los Vengadores o Los 4 Fantásticos.
Tras la partida de Byrne, la serie fue guionizada por otros, destacando Bill Mantlo, James Hudnall, Fabian Nicieza, Scott Lobdell y Simon Furman. Al cabo de 130 números, en los que combatieron a villanos tradicionales como Loki, y a otros nuevos, como La reina de los Sueños, la serie se cerró en 1994. Al comienzo del volumen 1 de la serie, el grupo estaba compuesto por los siguientes personajes:
- Guardián (James MacDonald Hudson, anteriormente Arma Alpha, y luego Vindicador): Científico de Ottawa que, gracias a un traje de combate especial de su invención, podía volar y manipular el campo magnético de la Tierra. Guardián era el líder del grupo, y llevaba una versión estilizada de la bandera canadiense pintada en su traje.
- Marrina: Mujer anfibia de Newfoundland, antiguo miembro de Beta Flight, que ascendió al grupo principal. Sin saberlo, era parte de una fuerza invasora de la raza extraterrestre conocida como los Plodex, que llevaban en sus genes la orden de mezclarse con los nativos de la Tierra hasta que llegara el momento de la invasión.
- Estrella del Norte (Jean-Paul Beaubier): Exesquiador olímpico, tuvo que dejar el deporte tras descubrir que era un mutante con poderes de supervelocidad, vuelo, emisión de luz y aceleración molecular. Fue el primer superhéroe en declararse homosexual en el Universo Marvel. Más tarde, se unió a los X-Men.
- Aurora (Jeanne-Marie Beaubier): Hermana gemela esquizofrénica de Estrella del Norte. También es una mutante y tiene los mismos poderes que su hermano.
- Puck (Eugene Milton Judd): Enano equilibrista de Saskatoon, con fuerza aumentada y habilidades acrobáticas extraordinarias.
- Sasquatch (Walter Langkowski, por cierto tiempo Wanda): Científico de la Columbia Británica que, tras un experimento con radiación gamma con el que trataba de imitar el accidente que creó a Hulk, podía transformarse en una gran bestia peluda similar a un sasquatch. Más tarde se descubrió que su cuerpo de sasquatch es el de un monstruo místico.
- Chamán (Michael Twoyoungmen) es un chamán indio de Calgary. Es a la vez un excelente médico y un hechicero.
- Ave Nevada (Narya): Semidiosa inuit de Yellowknife, que puede transformarse en cualquiera de los animales del norte de Canadá.[1]

Posteriormente, se unirían al grupo:
- Vindicador (Heather MacNeil Hudson): Esposa de James Hudson, hereda su nombre, traje y puesto de líder tras la aparente muerte en acción de su marido en el número 12 de la serie.
- Box (Roger Bochs): Paralítico que, junto con su amigo Madison Jeffries, crea un robot superpoderoso en el que puede introducirse y controlar como si fuera su propio cuerpo.
- Box II (Dr. Madison Jeffries): Mutante con el poder de dar cualquier forma a la tecnología con sólo tocarla, acaba heredando el robot de Bochs tras su muerte, convirtiéndose en un Box multiforme y más poderoso.
- Talismán (Elizabeth Twoyoungmen): Arqueóloga hija de Chamán, alcanza un poder mágico muy superior al de su padre gracias a una diadema mística.
- Chica Púrpura (Kara Killgrave): Hija adolescente del villano Hombre Púrpura. Al igual que su padre, genera feromonas capaces de obligar a la gente a obedecer ciegamente sus órdenes.
- Maniquí (William Knapp): Cirujano que puede dividirse en cuatro versiones pasadas, presente y futura de sí mismo: Moco (ser protoplásmico con el poder de devorar cualquier cosa), Hombre Mono (hombre prehistórico, ágil y fuerte), Unidad Central (el propio William Knapp) y Cabezón (superinteligente, con poderes psíquicos).
- Duende (Laura Dean).
- Diamond Lil.
- Persuasión.

Algunos de los enemigos del grupo en esta etapa fueron:
- Podredumbre
- Las Grandes Bestias
- Mutador: Hermano de Madison Jeffries, con el poder de dar forma a la carne humana. Se volvió loco, empezando a absorber la carne de vivos y muertos en sí mismo, convirtiéndose en un ser monstruoso que crecía sin parar. Esto obligó al grupo a matarlo.
- Maníaco y sus Enloquecedores

## Otras versiones

### Ultimate Marvel
Ultimate Alpha Flight debutó en Ultimate X-Men #94 con Vindicator, Chamán, Júbilo, Sunfire, Sasquatch, Snowbird y Aurora. El equipo embosca a los X-Men en medio de un juego amistoso de béisbol. Todos sus miembros parecen usar poderes divinos; derrotan fácilmente a los X-Men y secuestran a Northstar. Más tarde, Wolverine, que aparentemente tiene una historia con ellos, reveló que usaron una droga llamada Banshee para mejorar sus habilidades, haciéndolas más poderosas que los mutantes normales. Vindicator afirma que Alpha Flight es el primer equipo mutante sancionado internacionalmente lo suficientemente poderoso como para asumir cualquier amenaza "considerable" como los Liberators, la Hermandad y los Ultimates, ya que Vindicator ve a este último como leal solo a América y Alpha Flight al mundo. Son derrotados por el equipo de X-Men de Colossus, que también estaban siendo impulsados por Banshee.

### Marvel Zombies
Una versión zombificada de Alpha Flight (que consiste en Guardian, Northstar, Aurora, Sasquatch, Puck y Snowbird) apareció en el primer número de Marvel Zombies: Dead Days, atacando a los X-Men en el Instituto Xavier para Jóvenes Dotados, y matando al Profesor X en el proceso. Luego son asesinados por Magneto, quien usa sus poderes para hacer que varios objetos metálicos perforen sus cerebros.

## En otros medios

### Televisión
- Alpha Flight apareció en el episodio de X-Men "Repo Man". Consiste en Vindicator (que se había rebautizado como Guardian en los cómics), Puck, Snowbird, Chamán, Northstar, Aurora, Sasquatch, y Dra. Heather Hudson. La historia del episodio es similar a la primera aparición de cómics de Guardian (como Weapon Alpha) en X-Men# 109, excepto que en la historia de los cómics, Weapon Alpha (el mismo personaje que Vindicator) fue después del solo de Wolverine. Vindicator y Alpha Flight capturan a Wolverine. El departamento H exigió su proyecto de regreso. O se reincorpora a su equipo o recuperan su indestructible esqueleto de adamantium. Puck y Snowbird espiaron el intento de intentar remover el adamantium e informaron a los otros miembros. Después de una feroz pelea entre Alpha Flight y los androides de seguridad del Departamento H, Wolverine advierte a los miembros de Alpha Flight que si alguno de ellos intenta buscarlo, todas las apuestas están apagadas. Más tarde en "The Phoenix Saga, Part 5: Child of Light", se muestra a los miembros de Alpha Flight ayudando a los ciudadanos mientras la Tierra es devastada por el Cristal M'Kraan
- El Departamento H, la agencia gubernamental responsable de Alpha Flight, se menciona por su nombre en el episodio de Agents of S.H.I.E.L.D., "End of the Beginning". Se menciona en una discusión entre Melinda May y Skye / Quake donde una vez reclutaron a Thomas Nash cuando presuntamente tenía habilidades psíquicas.

### Película
- El nombre de Alpha Flight se puede ver en X-Men 2 en la computadora cuando Mystique piratea la computadora de Stryker.
- En febrero de 2017, mientras discutía los planes para el universo cinematográfico de X-Men tras el retiro de Logan y Hugh Jackman del papel titular, el productor Simon Kinberg declaró que 20th Century Fox tiene personajes en diversas etapas de desarrollo, nombrando a Alpha Flight como uno de los equipos que están siendo preparados para su uso futuro junto con los Exiliados y X-23.[2]
- Se cree que en Logan, los mutantes jóvenes escapan a la frontera de Canadá porque Alpha Flight los puede proteger. Esto obviamente no está confirmado, pero hay indicios, ya que los Reavers admiten que no pueden seguirlos si cruzan la frontera o que es atraparlos "ahora o nunca" y no es que respeten las leyes fronterizas de Canadá.
- Una referencia de huevo de Pascua para Alpha Flight aparece en Deadpool 2, donde un taxi está anunciando a una aerolínea canadiense con el mismo nombre que ofrece "Vuelos baratos, ofertas de último minuto y seguro de viaje" a los clientes.

### Videojuegos
- Una referencia directa a Alpha Flight se vio en el aclamado videojuego X-Men: Legends. Cuando el jugador (como Magma) visita la habitación de Wolverine, se ve la insignia del Alpha Flight. Guardian y Vindicator reciben cameos en la secuela X-Men Legends 2: Rise of Apocalypse.
- Guardian, Wendigo y Sasquatch aparecen en Marvel Super Hero Squad Online.